# 荷花街道 (衢州市)
荷花街道，是中华人民共和国浙江省衢州市柯城区所辖的一个街道。

## 下辖行政区
下辖：
新荷社区、松园社区、荷东苑社区、荷西苑社区、清莲里社区、兴华社区、朝晖社区和大南门村。